# 邱澗庚
邱澗庚（1989年1月21日—），臺灣科學家，北卡草根論壇發起人，曾任杜克大學臺灣學生會副會長。
邱澗庚曾在美國北卡羅來納州國際民權中心與博物館（International Civil Rights Center and Museum）前聲援太陽花運動並和博物館館長討論學生運動、及籌辦杜克大學KANO放映會邀請魏德聖和黃志明和觀眾分享拍片過程。2019年與台南市議會議員林易瑩結婚。